# Bahnstrecke Türkismühle–Kusel
| Streckenverlauf |                                                                         |                                               |                                               |
| Streckennummer (DB): | 3201                                                                    |                                               |                                               |
| Kursbuchstrecke (DB): | 271c (Türkismühle–Freisen) 271e (Schwarzerden–Kusel)                    |                                               |                                               |
| Kursbuchstrecke: | 271d (Türkismühle – Schwarzerden 1946) 271f (Schwarzerden – Kusel 1946) |                                               |                                               |
| Streckenlänge: | 32,6 km                                                                 |                                               |                                               |
| Spurweite: | 1435 mm (Normalspur)                                                    |                                               |                                               |
| |                                                                         |                                               |                                               |
| \| \| \| von Saarbrücken \| \| \| \| \| von Trier \| \| \| \| 0,00 \| Türkismühle \| 364 m \| \| \| \| nach Bad Kreuznach \| \| \| \| 2,35 \| Nohfelden Süd \| Nohfelden Süd \| \| \| 5,61 \| Wolfersweiler (zuletzt Hp) \| Wolfersweiler (zuletzt Hp) \| \| \| 5,70 \| B 41 \| B 41 \| \| \| 6,00 \| Wolfersweiler (Anst) (Streckenende 2014–2019) \| Wolfersweiler (Anst) (Streckenende 2014–2019) \| \| \| 7,69 \| Asweiler \| Asweiler \| \| \| 8,50 \| Eitzweiler (zuletzt Hp) \| Eitzweiler (zuletzt Hp) \| \| \| 11,49 \| Freisen (Streckenende 1971–2014) \| 447 m \| \| \| 13,39 \| Freisen-Füsselberg \| Freisen-Füsselberg \| \| \| 14,00 \| Eiserne Brücke (141 m) \| Eiserne Brücke (141 m) \| \| \| 16,35 \| Grügelborn (zuletzt Hp) \| Grügelborn (zuletzt Hp) \| \| \| \| Talbrücke Oberkirchen (275 m) \| \| \| \| \| Oster \| \| \| \| 19,76 \| Oberkirchen Nord \| Oberkirchen Nord \| \| \| 20,00 \| Oberkirchener Tunnel (216 m) \| Oberkirchener Tunnel (216 m) \| \| \| 21,40 \| von Ottweiler \| von Ottweiler \| \| \| 22,29 \| Schwarzerden \| 353 m ü. NN \| \| \| 22,40 \| Diehl Defence Land Systems (Anst) \| Diehl Defence Land Systems (Anst) \| \| \| \| Landesgrenze Saarland / Rheinland-Pfalz \| \| \| \| 23,00 \| Bundesautobahn 62 \| Bundesautobahn 62 \| \| \| 25,48 \| Pfeffelbach \| Pfeffelbach \| \| \| \| Steinbruch Decker und Giehl \| \| \| \| \| Steinbruch Heinrich Decker \| \| \| \| 27,37 \| Thallichtenberg (zuletzt Hp) \| Thallichtenberg (zuletzt Hp) \| \| \| 27,70 \| Niederberg-Tunnel (143 m) \| Niederberg-Tunnel (143 m) \| \| \| 27,80 \| Steinbruch Decker & Söhne \| Steinbruch Decker & Söhne \| \| \| \| Pfeffelbach \| \| \| \| \| Pfeffelbach \| \| \| \| \| Pfeffelbach \| \| \| \| 29,14 \| Ruthweiler (zuletzt Hp) \| Ruthweiler (zuletzt Hp) \| \| \| 30,60 \| Diedelkopf (zuletzt Hp) \| Diedelkopf (zuletzt Hp) \| \| \| 31,00 \| Blaubach \| Blaubach \| \| \| 31,30 \| Bundesstraße 420 \| Bundesstraße 420 \| \| \| 31,40 \| Kuselbach \| Kuselbach \| \| \| 32,20 \| Grenze Betriebsämter St. Wendel/Homburg \| Grenze Betriebsämter St. Wendel/Homburg \| \| \| 32,62 \| Kusel \| 226 m \| \| \| \| nach Altenglan \| \| \| \| \| \| \| \| Quellen: [2][3] \| \| \| \| |                                                                         |                                               |                                               |
| Strecke |                                                                         | von Saarbrücken                               | von Saarbrücken                               |
| Abzweig geradeaus und von links |                                                                         | von Trier                                     | von Trier                                     |
| Bahnhof | 0,00                                                                    | Türkismühle                                   | 364 m                                         |
| Abzweig ehemals geradeaus und nach links |                                                                         | nach Bad Kreuznach                            | nach Bad Kreuznach                            |
| Haltepunkt / Haltestelle (Strecke außer Betrieb) | 2,35                                                                    | Nohfelden Süd                                 | Nohfelden Süd                                 |
| Bahnhof (Strecke außer Betrieb) | 5,61                                                                    | Wolfersweiler (zuletzt Hp)                    | Wolfersweiler (zuletzt Hp)                    |
| Brücke (Strecke außer Betrieb) | 5,70                                                                    | B 41                                          | B 41                                          |
| Abzweig geradeaus und nach rechts (Strecke außer Betrieb) | 6,00                                                                    | Wolfersweiler (Anst) (Streckenende 2014–2019) | Wolfersweiler (Anst) (Streckenende 2014–2019) |
| Haltepunkt / Haltestelle (Strecke außer Betrieb) | 7,69                                                                    | Asweiler                                      | Asweiler                                      |
| Bahnhof (Strecke außer Betrieb) | 8,50                                                                    | Eitzweiler (zuletzt Hp)                       | Eitzweiler (zuletzt Hp)                       |
| Bahnhof (Strecke außer Betrieb) | 11,49                                                                   | Freisen (Streckenende 1971–2014)              | 447 m                                         |
| Haltepunkt / Haltestelle (Strecke außer Betrieb) | 13,39                                                                   | Freisen-Füsselberg                            | Freisen-Füsselberg                            |
| Brücke (Strecke außer Betrieb) | 14,00                                                                   | Eiserne Brücke (141 m)                        | Eiserne Brücke (141 m)                        |
| Bahnhof (Strecke außer Betrieb) | 16,35                                                                   | Grügelborn (zuletzt Hp)                       | Grügelborn (zuletzt Hp)                       |
| Strecke Anfang Hochstrecke (außer Betrieb) |                                                                         | Talbrücke Oberkirchen (275 m)                 | Talbrücke Oberkirchen (275 m)                 |
| |                                                                         | Oster                                         |                                               |
| Bahnhof (Strecke außer Betrieb) | 19,76                                                                   | Oberkirchen Nord                              | Oberkirchen Nord                              |
| Tunnel (Strecke außer Betrieb) | 20,00                                                                   | Oberkirchener Tunnel (216 m)                  | Oberkirchener Tunnel (216 m)                  |
| Abzweig ehemals geradeaus und von rechts | 21,40                                                                   | von Ottweiler                                 | von Ottweiler                                 |
| Bahnhof | 22,29                                                                   | Schwarzerden                                  | 353 m ü. NN                                   |
| Abzweig ehemals geradeaus und nach links | 22,40                                                                   | Diehl Defence Land Systems (Anst)             | Diehl Defence Land Systems (Anst)             |
| Grenze (Strecke außer Betrieb) |                                                                         | Landesgrenze Saarland / Rheinland-Pfalz       | Landesgrenze Saarland / Rheinland-Pfalz       |
| Strecke mit Straßenbrücke (Strecke außer Betrieb) | 23,00                                                                   | Bundesautobahn 62                             | Bundesautobahn 62                             |
| Bahnhof (Strecke außer Betrieb) | 25,48                                                                   | Pfeffelbach                                   | Pfeffelbach                                   |
| Blockstelle (Strecke außer Betrieb) |                                                                         | Steinbruch Decker und Giehl                   | Steinbruch Decker und Giehl                   |
| Blockstelle (Strecke außer Betrieb) |                                                                         | Steinbruch Heinrich Decker                    | Steinbruch Heinrich Decker                    |
| Bahnhof (Strecke außer Betrieb) | 27,37                                                                   | Thallichtenberg (zuletzt Hp)                  | Thallichtenberg (zuletzt Hp)                  |
| Tunnel (Strecke außer Betrieb) | 27,70                                                                   | Niederberg-Tunnel (143 m)                     | Niederberg-Tunnel (143 m)                     |
| Blockstelle (Strecke außer Betrieb) | 27,80                                                                   | Steinbruch Decker & Söhne                     | Steinbruch Decker & Söhne                     |
| Brücke über Wasserlauf (Strecke außer Betrieb) |                                                                         | Pfeffelbach                                   | Pfeffelbach                                   |
| Brücke über Wasserlauf (Strecke außer Betrieb) |                                                                         | Pfeffelbach                                   | Pfeffelbach                                   |
| Brücke über Wasserlauf (Strecke außer Betrieb) |                                                                         | Pfeffelbach                                   | Pfeffelbach                                   |
| Bahnhof (Strecke außer Betrieb) | 29,14                                                                   | Ruthweiler (zuletzt Hp)                       | Ruthweiler (zuletzt Hp)                       |
| Bahnhof (Strecke außer Betrieb) | 30,60                                                                   | Diedelkopf (zuletzt Hp)                       | Diedelkopf (zuletzt Hp)                       |
| Brücke über Wasserlauf (Strecke außer Betrieb) | 31,00                                                                   | Blaubach                                      | Blaubach                                      |
| Brücke (Strecke außer Betrieb) | 31,30                                                                   | Bundesstraße 420                              | Bundesstraße 420                              |
| Brücke über Wasserlauf (Strecke außer Betrieb) | 31,40                                                                   | Kuselbach                                     | Kuselbach                                     |
| Grenze (Strecke außer Betrieb) | 32,20                                                                   | Grenze Betriebsämter St. Wendel/Homburg       | Grenze Betriebsämter St. Wendel/Homburg       |
| Kopfbahnhof Strecke bis hier außer Betrieb | 32,62                                                                   | Kusel                                         | 226 m                                         |
| Strecke |                                                                         | nach Altenglan                                | nach Altenglan                                |
| |                                                                         |                                               |                                               |
| Quellen: |                                                                         |                                               |                                               |

Die historische Bahnstrecke Türkismühle–Kusel, auch Westrichbahn genannt, war eine Nebenbahn, die vom Bahnhof Türkismühle an der Nahetalbahn über Freisen und Schwarzerden nach Kusel führte. Sie durchquerte den nördlichen Bereich des Westrichs, führte durch den nordöstlichen Teil des Saarlandes und anschließend nach Rheinland-Pfalz. Die in baulicher Hinsicht sehr aufwändig gestaltete Verbindung wurde im Zeitraum von 1934 bis 1936 eröffnet. Im Zweiten Weltkrieg erlangte sie strategische Bedeutung.
Die schrittweise Stilllegung begann bereits in den 1950er Jahren, als der Durchgangsverkehr zwischen Freisen und Schwarzerden endete. In den Jahren 1970 und 1971 wurde der Abschnitt Freisen–Kusel demontiert. Der Güterverkehr zwischen Wolfersweiler und Freisen fand bis Mitte 2001 statt, die Stilllegung erfolgte im Jahre 2007, der Abbau und Entwidmung dieses Abschnitts folgte 2014. Der Abschnitt Türkismühle–Wolfersweiler wurde bis 2012 im Güterverkehr bedient. Im Dezember 2019 begannen auch hier die Rückbauarbeiten. Einzig der Bahnhof Schwarzerden ist bis heute in Betrieb: Er dient bis heute der 1938 eröffneten Ostertalbahn als Güter- und Museumsbahnhof, die dortigen 900 Meter langen Gleisanlagen sind der letzte Rest der ehemals imposanten Bahnstrecke. Zwischen Freisen und Kusel wurde die Trasse in einen Bahnradweg umgewandelt, der Teil des Fritz-Wunderlich-Weges ist. Entsprechende Planungen laufen auch für den Abschnitt Freisen-Türkismühle sowie die westlich anschließende Hochwaldbahn, die jedoch in der Bevölkerung äußerst umstritten sind.
Dass der Streckenabschnitt östlich von Freisen vergleichsweise kurz in Betrieb war, hat mehrere Ursachen: Zwischen den Orten Schwarzerden und Freisen, die in der Luftlinie lediglich drei Kilometer voneinander entfernt sind, musste die Strecke einen größeren Höhenunterschied überwinden, was eine künstliche Verlängerung zur Folge hatte. Hinzu kam die dünne Besiedlung der Region und die Tatsache, dass die Bahn nach dem Zweiten Weltkrieg die Grenze zwischen Rheinland-Pfalz und dem Saarland passierte, wodurch sie sich abseits der Verkehrsströme befand.

## Geschichte

### Erste Initiativen
Erste Bemühungen für einen Bahnanschluss in der Region gab es bereits im Jahr 1856. Bei den Planungen für die Rhein-Nahe-Bahn kam es zwischen Preußen und Oldenburg zu Differenzen um den Streckenverlauf innerhalb des Fürstentums Birkenfeld, einer Oldenburger Exklave. Während Oldenburg für eine Anbindung der Stadt Birkenfeld plädierte, bestand die preußische Seite auf einer Streckenführung im Nahetal. Am 20. Oktober 1856 bildete sich in Offenbach am Glan ein Komitee, das für eine dritte Variante eintrat, die bei Boos das Nahetal verlassen und über Lauterecken, Altenglan und Kusel entweder via St. Wendel oder durch das Ostertal nach Neunkirchen führen sollte. Eigens dafür kaufte das Komitee mehrere Aktien der Rhein-Nahe Eisenbahn-Gesellschaft. Aus taktisch-verkehrspolitischen Gründen war Preußen gegenüber diesen Bestrebungen zunächst aufgeschlossen, was dazu führte, dass Oldenburg nachgab und die Trassierung entlang der Nahe innerhalb seines Territoriums akzeptierte, zumal Preußen die Bahnstrecke in erster Linie innerhalb des eigenen Territoriums sehen wollte.
Bereits in den 1860er Jahren gab es weitere Initiativen für einen Bahnbau. Ein Eisenbahnkomitee aus Trier setzte sich für eine Verbindung von Trier über Hermeskeil und Kusel nach Landstuhl ein, um West- und Süddeutschland eisenbahnmäßig besser miteinander zu verknüpfen. Die Bemühungen waren erfolglos und es entstand lediglich zwischen Landstuhl und Kusel eine Bahnverbindung. Die Denkschrift vor ihrem Entstehen deutete jedoch eine spätere Fortsetzung in Richtung Trier an. Die Bemühungen eines weiteren Komitees, das sich in den 1890er Jahren für einen Lückenschluss zwischen Kusel und Türkismühle eingesetzt hatte, scheiterten ebenfalls. In der Folgezeit trat außerdem ein Komitee mit Plänen einer Bahnlinie von Heimbach über Baumholder bis nach Kusel in Erscheinung, ebenso gab es Petitionen aus mehreren Gemeinden, wie Kusel und Freisen. 1910 gründete sich erneut ein Komitee für eine Strecke von Türkismühle bis Kusel, das zwei verschiedene Trassen vorschlug: Eine sollte von Kusel über Oberkirchen nach Türkismühle verlaufen, eine andere von Kusel über Oberkirchen nach St. Wendel.
Im selben Jahr stellte Rechnungsrat Mieck vom Regierungsbezirk Trier fest, dass der Bau einer Bahnlinie Kusel–Türkismühle die Möglichkeit bieten würde, Militärzüge direkt vom Glantal nach Trier zu leiten, falls die Saarstrecke in Feindeshand fiele. Außerdem wäre die Route via Kusel, Türkismühle und Hermeskeil nach Trier 58 km kürzer als der Weg über Glan-Münchweiler, Homburg und Saarbrücken. Diesen Bestrebungen schloss sich ein Komitee aus Thallichtenberg an. Die Planungen kamen durch den Ausbruch des Ersten Weltkrieges zum Erliegen.

### Planung und Bau
Nachdem mit der Niederlage das Saargebiet vom Deutschen Reich abgetrennt worden war, setzte sich vor allem der Restkreis Sankt Wendel-Baumholder für die Bahnlinie ein, da das Saargebiet durch die Zollgrenze nicht mehr Teil des deutschen Wirtschaftsgebiets war. Eine entsprechende Eingabe der Kreisverwaltung Baumholder folgte im Jahr 1920. Am 12. Oktober desselben Jahres kam es in Türkismühle zu einem Treffen der Verfechter der Bahnstrecke mit Vertretern von Bayern, Birkenfeld und Preußen; dies gipfelte in der Gründung eines Komitees, dessen Anträge das Reichsverkehrsministerium jedoch ablehnte.
Trotzdem beauftragten die Gemeinden die Reichsbahndirektion Trier, das zu erwartende Verkehrsaufkommen zu analysieren. Aufgrund der Tatsache, dass die geplante Strecke mit Bayern, Preußen und Oldenburg drei Länder tangierte, gestaltete sich dies jedoch sehr kompliziert. Am 26. November 1927 erfolgte die Gründung eines Vereins, der auf die Förderung eines Bahnbaus abzielte; Vorsitzender wurde Otto Hoevermann. In ihm waren sowohl Behörden als auch Wirtschafts- und Kommunalverbände vertreten. Um einige Vorarbeiten finanzieren zu können, sammelte der Verein Spendengelder in Höhe von 15.000 Reichsmark. Im Mai 1930 erstattete die Organisation dem Regierungspräsidenten von Trier Bericht und verwies dabei unter anderem auf die prekäre wirtschaftliche Lage der Region. Die Reichsregierung lehnte den Bahnbau jedoch mit der Begründung ab, dass der Staat gegenüber den Ostgebieten Verpflichtungen mit höherer Priorität hätte.
Am 31. März 1931 wurde das Projekt nach einer längeren Verhandlungszeit in das sogenannte „Grenzlandprogramm“ aufgenommen, obwohl zunächst nicht klar war, ob eine Bahn- oder eine Kraftwagenverbindung entstehen sollte. Am 7. Oktober desselben Jahres gab das Reichsverkehrsministerium grünes Licht für eine Eisenbahnverbindung. Der Bahnbau sollte auch der zunehmenden Arbeitslosigkeit entgegenwirken. Zur Finanzierung gab der Staat der Deutschen Reichsbahn ein Darlehen. Wegen der Einsprüche von Anliegern aus Pfeffelbach, Schwarzerden und Thallichtenberg wurde über die Trassierung der Strecke diskutiert. Die Kosten für den Grunderwerb mussten von den betroffenen Gemeinden getragen werden. Baubeginn der Strecke war 1932; den ersten Spatenstich führte der Präsident der Trierer Direktion am 3. Dezember aus. Mehr als 1000 Arbeiter waren am Bau der Strecke beteiligt.

### Eröffnung und Folgezeit (1934–1950)

Fahrkarte zur Eröffnung der Bahnstrecke

Am 15. Mai 1934 wurde mit dem Abschnitt Türkismühle–Wolfersweiler der erste Abschnitt in Betrieb genommen. Rund anderthalb Jahre später, im Oktober 1935, folgte das Teilstück bis Freisen. Die Strecke gehörte zunächst zur Reichsbahndirektion Trier, ehe sie 1935 – infolge der Rückgliederung des Saargebiets an Deutschland – zu der von Saarbrücken wechselte. Am 15. Mai 1936 waren die Strecken von Türkismühle bis Oberkirchen Nord und von Kusel bis Diedelkopf fertiggestellt. Das Reststück wurde am 16. November des Jahres unter Anwesenheit des nationalsozialistischen Gauleiters Josef Bürckel dem Verkehr freigegeben. An diesem Tag verkehrten drei Sonderzüge. Im ersten fuhren Schüler, im zweiten die Arbeiter, die am Bahnbau mitgewirkt hatten, und der dritte war mit Bürgern besetzt, die für die Strecke Land abtreten mussten. Der größte Teil der Strecke gehörte zum Betriebsamt (RBA) St. Wendel; lediglich die letzten 400 Meter vor Kusel oblagen dem in Homburg.
Der Strecke kam eine hohe militärische Bedeutung zu. Sie wurde am Vorabend des Zweiten Weltkriegs als Ausweichroute für das Aufmarschgebiet vor Frankreich und dem Saargebiet konzipiert und sollte zusätzlich Truppen- und Materialtransporte ermöglichen, wenn auf den Hauptachsen zu viele Bahnbauwerke zerstört oder in Feindeshand gefallen wären. Bei Altenglan wurde 1945 eine strategische Verbindungskurve eingerichtet, die es Militärzügen ermöglichte, auf das Gleis nach Kusel zu gelangen, ohne im Bahnhof Altenglan zu wenden. Im Knotenpunkt Schwarzerden konnten Transporte sowohl über Ottweiler als auch über Freisen–Türkismühle ohne Fahrtrichtungswechsel auf verschiedenen Routen zu den Grenzen Frankreichs, Luxemburgs und Belgiens geleitet werden. Während der Ardennenoffensive im Jahr 1944 fuhren pro Tag ein bis zwei Zugpaare über die Strecke, größtenteils via Türkismühle–Hermeskeil nach Trier, oder Leerzüge in Gegenrichtung. Im März 1945 wurden beim Rückzug zum Rhein weite Teile der deutschen Artillerie über Türkismühle–Schwarzerden–Kusel–Lauterecken-Grumbach zurückgeführt. Die Verbindungskurve in Altenglan wurde bereits nach Kriegsende demontiert.
Nach der Abtrennung des Saarlands im Jahr 1945 und dessen Erweiterung nach Norden 1947, durch die ihm der Streckenabschnitt Türkismühle–Schwarzerden zugeordnet wurde, fanden zwischen Pfeffelbach und Schwarzerden Zollkontrollen statt. Für diesen Abschnitt waren fortan die Saarländischen Eisenbahnen (SEB) beziehungsweise ab 1951 die Eisenbahnen des Saarlandes (EdS) zuständig, während der restliche Teil der Bahnlinie der Betriebsvereinigung der Südwestdeutschen Eisenbahnen (SWDE) unterstand, die 1949 in die neu gegründete Deutsche Bundesbahn (DB) überging, die ihn der Bundesbahndirektion Mainz unterstellte. Bereits ein Jahr zuvor waren die Bergarbeitern dienenden Züge von Kusel nach Neunkirchen, die ab Schwarzerden auf die Ostertalbahn und danach auf die Nahetalbahn wechselten, für den zivilen Verkehr gesperrt worden.

### Schrittweise Stilllegung zwischen Freisen und Kusel (1951–1992)
1951 endete der Personenverkehr zwischen Kusel und Schwarzerden. Zunächst musste der Verkehr zwischen Freisen und Grügelborn aufgrund von Schäden des Unterbaus am 21. Mai 1955 eingestellt werden. 1958 erfolgte nach sieben Jahren die Reaktivierung des Personenverkehrs auf dem Abschnitt Schwarzerden–Kusel. Nach dem wirtschaftlichen Anschluss des Saarlandes ein Jahr später erübrigten sich die Zollaufenthalte in Pfeffelbach. Der westliche Streckenabschnitt war fortan Teil der aus den EdS hervorgegangenen Bundesbahndirektion Saarbrücken. Im selben Jahr wurden die Unterwegshalte Diedelkopf und Ruthweiler aufgegeben und der Bahnhof Thallichtenberg büßte die Abfertigungsbefugnisse im Expressgut- und Güterverkehr ein. Die betroffenen Gemeinden wehrten sich gegen die Maßnahmen erfolglos.
Zum 2. Januar 1964 wurde die Personenbeförderung zwischen Kusel und Schwarzerden erneut eingestellt. Der Schienenverkehr war gegenüber dem teilweise von den Hüttenbetrieben im Saarland als Werksverkehr organisierten, parallel zu diesem Streckenabschnitt verlaufenden Busverkehr, nicht konkurrenzfähig. Ein Hochwasser am 5. Dezember 1965 in Altenglan hatte zur Folge, dass der Verkehr auf der anschließenden Bahnstrecke Landstuhl–Kusel zwischen Altenglan und Kusel für die Dauer von zwei Tagen brach lag. Die in Kusel stationierten Schienenfahrzeuge wurden deshalb über den Streckenabschnitt Kusel–Schwarzerden sowie anschließend über die Ostertalbahn und Neunkirchen nach Kaiserslautern befördert. Zum 1. Juni 1966 wurde der Güterverkehr zwischen Kusel und Schwarzerden ebenfalls eingestellt, der Personenverkehr zwischen Türkismühle und Freisen folgte am 1. Juni 1969. Im selben Jahr endete offiziell der Güterverkehr zwischen Schwarzerden und Grügelborn, nachdem er bereits zwei Jahre zuvor zum Erliegen gekommen war. Anschließend erfolgte die Demontage des Abschnitts Schwarzerden–Freisen sowie der Abriss der Stationsgebäude in Grügelborn und am Füsselberg. Zum 1. Januar 1970 wurde der Abschnitt Kusel–Schwarzerden offiziell stillgelegt, am 25. Januar 1971 begann die Deutsche Bundesbahn in Zusammenhang mit der Errichtung der Bundesautobahn 62 mit dem Abbau der Strecke. Bereits im August 1969 gab es Bestrebungen, die Talbrücke Oberkirchen als Aussichtspunkt zu nutzen. Ein Jahr später wurde mit der Bundesbahn ein „Gestattungsvertrag“ geschlossen, der saarländische Ministerpräsident Franz-Josef Röder gab daraufhin das Bauwerk im Mai 1971 frei. Zwischen Türkismühle und Freisen fanden zusätzlich zum Güterverkehr vereinzelt Sonderfahrten statt.

### Entwicklung seit 1993

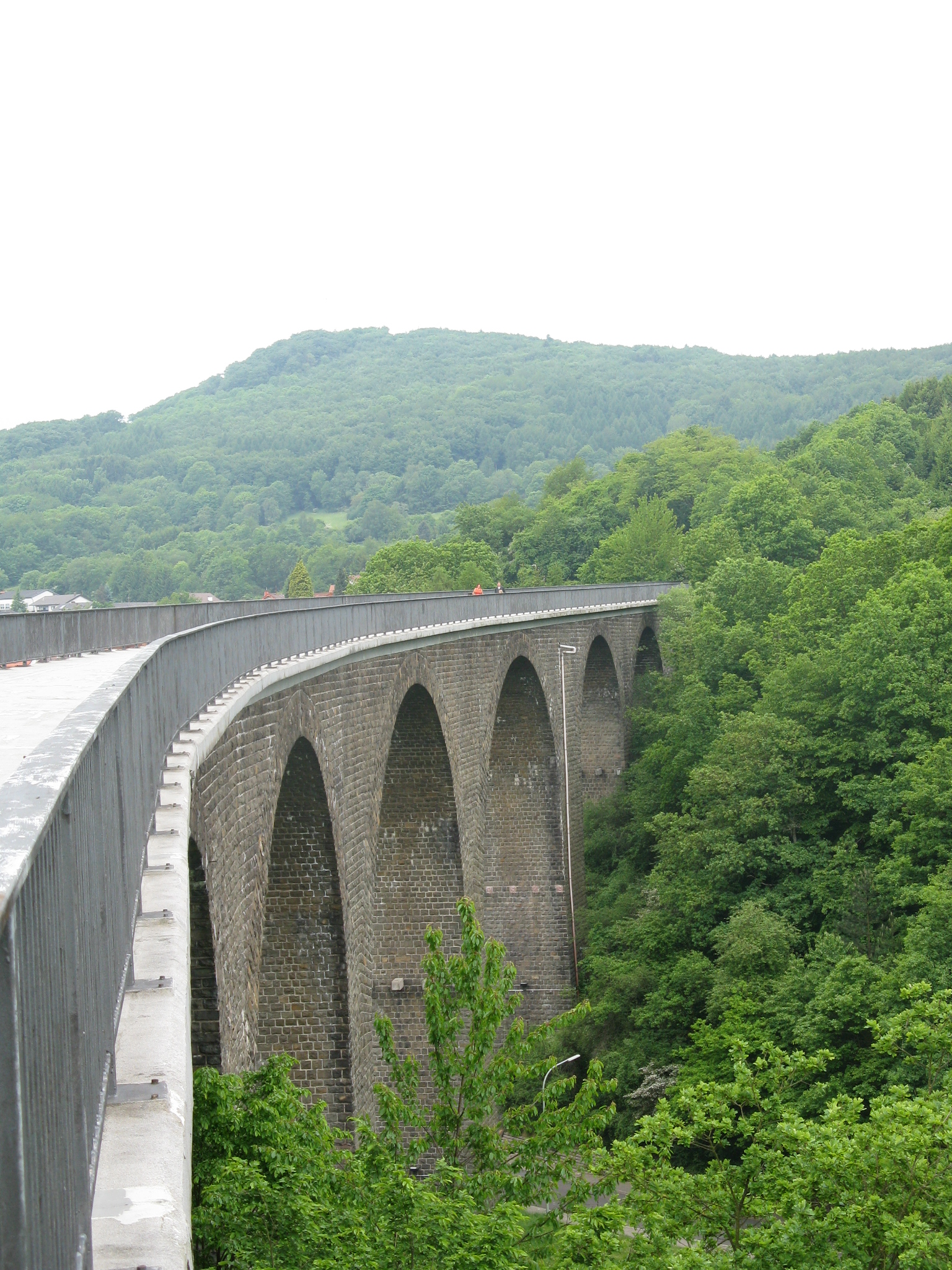
Talbrücke Oberkirchen, heute Teil des Fritz-Wunderlich-Weges

Die Trasse des Streckenabschnitts Freisen–Kusel wurde komplett abgebaut und im Sommer 1993 in den sogenannten Fritz-Wunderlich-Weg umgewandelt. Eine Ausnahme bildete dabei der Bahnhof Schwarzerden, der weiterhin als Endpunkt der abzweigenden Ostertalbahn dient. Der Fritz-Wunderlich-Weg ist ein Rad- und Wanderweg; die Bahntrasse wurde bereits seit Ende der 1970er Jahre faktisch als solcher genutzt. Er ist durchgehend ausgebaut und streckenweise asphaltiert; insgesamt 17,6 Kilometer befinden sich auf der früheren Bahntrasse. Die Tunnel werden bei Annäherung beleuchtet. Der Weg führt unter anderem über die 275 m lange Talbrücke Oberkirchen und ist von Oberkirchen bis Freisen als Saarland-Radweg ausgeschildert. Im Zuge der Bahnreform ging das verbliebene Teilstück Türkismühle–Freisen in das Eigentum der Deutschen Bahn über.
Der Güterverkehr auf dem Streckenabschnitt Wolfersweiler–Freisen endete am 10. Juni 2001. Nachdem bereits seit geraumer Zeit die Bedienung eines privaten Gleisanschlusses im Güterverkehr in Freisen eingestellt worden war, wurde zum 21. September 2007 der Streckenabschnitt Anschlussstelle Wolfersweiler–Freisen stillgelegt. Bereits ein Jahr später wurde in Freisen der Bahndamm teilweise zugunsten eines Neubaugebiets demontiert. Am 31. August desselben Jahres wurde auf der stillgelegten Bahntrasse vom Bahnhof Schwarzerden bis zur Talbrücke Oberkirchen der Eisenbahn-Erlebnisweg eröffnet. Der Gewerbe- und Industriepark Wolfersweiler wird seit 2012 ebenfalls nicht mehr bedient. Bis auf Instandhaltungsfahrten fanden danach keine offiziellen Fahrten mehr statt. Der seit 2007 stillgelegte Streckenabschnitt Wolfersweiler–Freisen wurde vom 20. bis 25. Februar 2014 vollständig abgebaut. Für den Abschnitt Türkismühle (km 0,642) – Wolfersweiler (km 6,000) erteilte das Eisenbahn-Bundesamt am 19. September 2017 die Stilllegungsgenehmigung, die bis zum 31. Juli 2018 umgesetzt werden kann. Im Jahr 2016 hatte die DB Netz AG durch den Betrieb der Strecke Kosten von 96.000 € und lediglich 29,95 € an Einnahmen. Die Einstellung des Betriebs wurde zum 30. Oktober 2017, 12:00 Uhr, vollzogen. Mit Schreiben vom 31. Juli 2019 genehmigte das Eisenbahn-Bundesamt der DB Netz den beantragten Rückbau der Trasse. Der Rückbau des Abschnitts Türkismühle (km 0,642) – Wolfersweiler (km 6,000) erfolgte im Dezember 2019.

### Geplanter Radweg
Der Landkreis St. Wendel und die Gemeinden Nohfelden, Nonnweiler und Freisen planten den Bau eines Bahntrassenradweges. Zu diesem Zweck ging im Oktober 2019 das Eigentum an der Strecke zwischen Türkismühle und Wolfersweiler, wie schon im Jahre 2014 mit dem Abschnitt Wolfersweiler – Freisen geschehen, an die Ökoflächen Management GmbH über, eine 100%ige Tochtergesellschaft der Naturlandstiftung Saar. Zweck dieser Maßnahme war der im Dezember 2019 erfolgte Rückbau der verbleibenden, bis dato vollständig vorhandenen Bahnanlagen bis Wolfersweiler und die Vorbereitung von Maßnahmen zum Bau des Radwegs.
Die Planungen zum Radweg umfassten eine durchgehende, 30 km lange Verbindung von Freisen über Türkismühle und weiter auf der Trasse der ehemaligen Hochwaldbahn bis Hermeskeil, die ebenfalls dem Bau des Radweges zum Opfer fallen soll. Man erhofft sich dadurch nach Aussage des St. Wendeler Landrats Udo Recktenwald für die Region „ein Highlight mit hohem Freizeitwert, eine wichtige Ergänzung unseres touristischen Angebotes“. Das Projekt ist innerhalb der Bevölkerung sehr umstritten. Es gründete sich eine Bürgerinitiative (BI Bahn+Rad im Hochwald), die sich gegen die Pläne des Landkreises St. Wendel und der anliegenden Gemeinden stellte und herbe Kritik an den Plänen anbrachte. Die Bürgerinitiative verbreitete ein Alternativkonzept, das für ein ganzheitliches Verkehrskonzept warb, welches sowohl die Errichtung einer Radinfrastruktur als auch den Erhalt und Nutzung von Teilen der noch vorhandenen Bahninfrastruktur forderte, entweder für einen Draisinenbetrieb oder für eine Nutzung im Personenverkehr unter Nutzung von Synergieeffekten durch den nahegelegenen Bostalsee sowie den Nationalpark Hunsrück-Hochwald.
Als Kritikpunkte äußerte die Bürgerinitiative konkret, dass die zuständigen Entscheidungsträger im Landkreis St. Wendel von vorneherein ohne sachliche Prüfung einen Erhalt der Bahnstrecke „kategorisch abgelehnt“ und alternativlos auf einen Bau des Radwegs beharrt hätten. Darüber hinaus wurde die Kostensteigerung des Radwegs kritisiert: Während die Planungen anfangs von 5 Millionen Euro Baukosten ausgingen, betrügen sie mittlerweile mindestens 9,3 Millionen Euro; darüber hinaus zeigte sich, dass auch die Finanzierung bis zuletzt noch gar nicht gesichert war. Außerdem wurde kritisiert, dass die zuständigen Entscheidungsträger die Radwegplanungen mit „unwahren Behauptungen“ vorangetrieben und einen möglichen Erhalt der Bahnstrecke torpediert hätten, diesbezüglich wäre von einem „Spiel mit falschen Karten“ die Rede. Konkret bezog sich die Bürgerinitiative dabei auf die annähernde Verdopplung der geplanten Baukosten, sowie Presseberichte, in denen vonseiten des Landkreises St. Wendel behauptet worden wäre, das Streckengleis der vom Radwegebau mitbetroffenen Hochwaldbahn sei verschwenkt worden, was das Alternativkonzept der Bürgerinitiative unmöglich mache. Tatsächlich erwiese sich letztere Behauptung als unwahr, da es sich bei der Hochwaldbahn um eine ehemals zweigleisige Strecke handelt, ein Bau des Radwegs neben die vorhandene Trasse samt Revitalisierung der Bahninfrastruktur wäre damit eindeutig realisierbar. Darüber hinaus wird von Kritikern immer wieder darauf hingewiesen, dass bereits ein nahezu streckengleicher Radweg von Freisen bis Nonnweiler existiert; der Verein IG Nationalparkbahn habe dies in einer selbst erstellten Studie untersucht und bewiesen.
Zur Unterstützung ihres Vorhabens, den Abriss der Westrich- und Hochwaldbahn zu verhindern und die beiden Bahnstrecken zu erhalten, initiierte die BI Bahn+Rad im Hochwald eine Unterschriftenaktion, die innerhalb weniger Tage mehr als 1300 Petenten in der Region rund um die Strecke erreichte. Im November 2019 verfasste die Bürgerinitiative einen Brandbrief an die saarländische Landesregierung mit der Forderung eines Stopp der geplanten Abbauarbeiten und den Erhalt der gesamten Bahnstrecke. Die Bürgerinitiative forderte, „grundsätzlich auf einen Rückbau vorhandener – auch stillgelegter – Gleisanlagen zu verzichten und die notwendigen Maßnahmen zu deren Sicherung zu ergreifen, ein umfassendes, länderübergreifendes Verkehrskonzept für Rheinland-Pfalz und das Saarland unter besonderer Berücksichtigung der Anforderungen des Klimaschutzes zu entwickeln, [und] eine Wiederinbetriebnahme stillgelegter Bahnstrecken zu prüfen, um die SPNV-Anbindung im ländlichen Raum zu verbessern“. Dem Brandbrief an die Landesregierung und den darin enthaltenen Forderungen schlossen sich mehr als 30 Vereine, Verbände, Organisationen, Unternehmen und eine Reihe von Vertretern aus Politik und Öffentlichkeit an.
Der Radweg wurde im Mai 2023 eröffnet.

## Verlauf

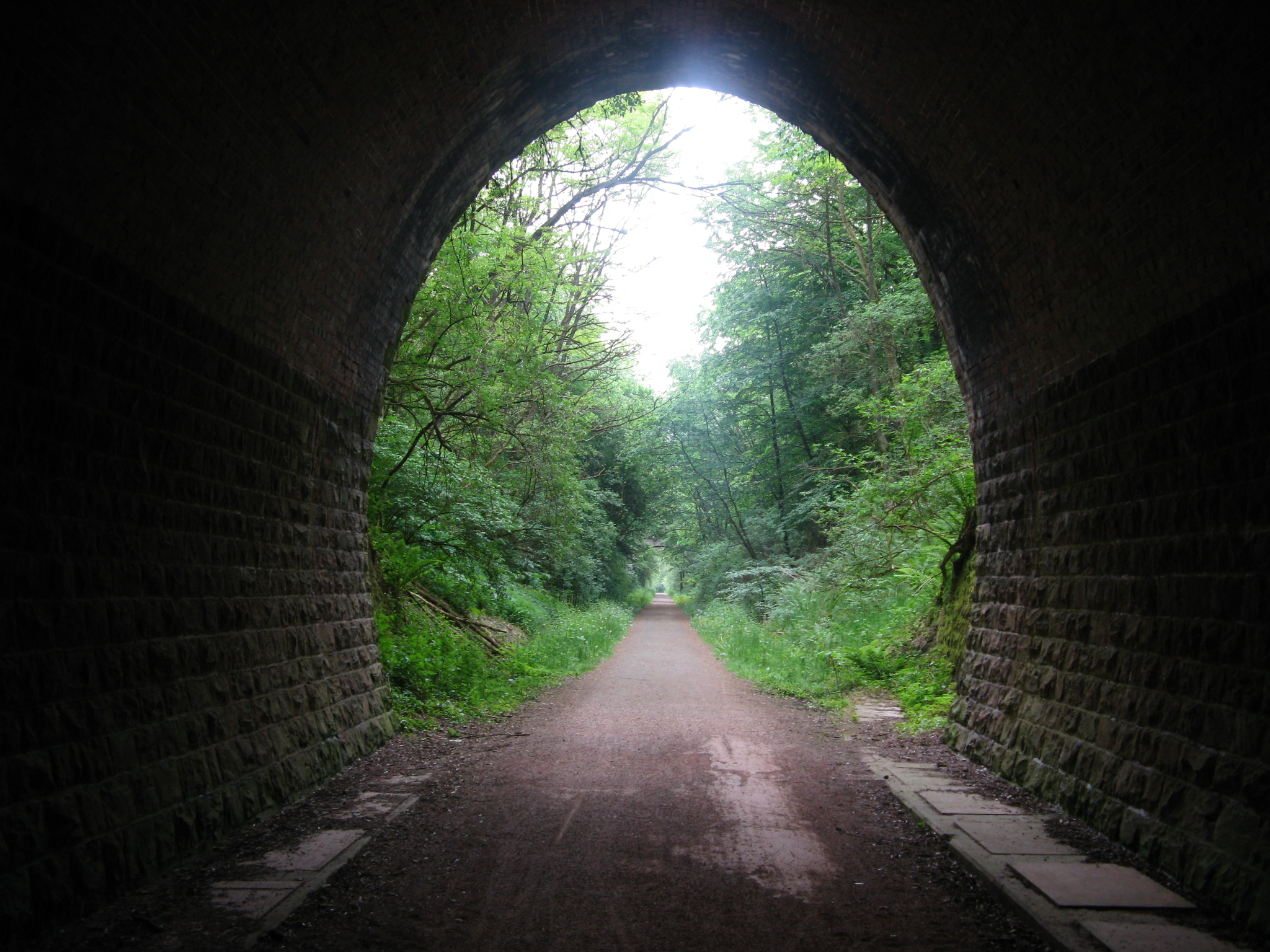
Oberkirchener Tunnel

Die Strecke begann, bis zu ihrer Stilllegung im Jahre 2017 bzw. ihrem Abbau im Jahre 2019, im Bahnhof Türkismühle an der Nahetalbahn, den sie in nordöstlicher Richtung verließ. Zunächst verlief sie parallel zur Nahetalbahn in einer langgezogenen S-Kurve und bog anschließend nach rechts ab. Nach sechs Kilometern zweigte das Anschlussgleis in den Gewerbepark Wolfersweiler ab; ab dort ist die Strecke bereits seit dem Jahre 2007 stillgelegt und seit 2014 sowohl abgebaut als auch entwidmet. Zwischen Freisen und Kusel musste die Strecke, die dort bereits in den 70er Jahren weitgehend abgebaut wurde, einen Höhenunterschied von insgesamt 265 Metern bewältigen; entsprechend sank die Strecke östlich von Freisen kontinuierlich. Aus diesem Grund führte die Bahn zwischen Freisen und Schwarzerden in einem neun Kilometer langen Bogen um den Weiselberg herum, um diesen Höhenunterschied auszugleichen. Nach dem Bahnhof Oberkirchen Nord passierte sie den Oberkirchener Tunnel.
Anschließend erreichte die Strecke den Bahnhof Schwarzerden. Der etwa 900 Meter lange Abschnitt vom Abzweig der Ostertalbahn Ottweiler–Schwarzerden bis in den Bahnhof Schwarzerden ist der letzte, noch vorhandene und zugleich in Betrieb befindliche Rest der historischen Westrichbahn, er ist heute Endpunkt der noch in Betrieb befindlichen Ostertalbahn. Anschließend folgte die Strecke dem Pfeffelbach und überschritt die Landesgrenze von Saarland und Rheinland-Pfalz. Anschließend führte sie entlang mehrerer Steinbrüche. Östlich von Thallichtenberg folgte der Niederberg-Tunnel, unmittelbar danach befindet sich nördlich der Trasse die Burg Lichtenberg. Ab Ruthweiler verlief sie entlang des Kuselbachs, den sie kurz vor Erreichen des Bahnhofs Kusel überquerte, wo sie in die Linie nach Landstuhl überging, die noch heute im SPNV bedient wird.
Von Türkismühle bis Schwarzerden wurde der Landkreis St. Wendel durchquert, von Pfeffelbach bis Kusel verlief die Strecke innerhalb des heutigen Landkreises Kusel. Mit Nohfelden, Freisen, Pfeffelbach, Thallichtenberg, Ruthweiler und Kusel berührte sie das Gebiet von insgesamt sechs Gemeinden.

## Betrieb

### Personenverkehr

Sommerfahrplan 1938

1936 verkehrten zwischen Kusel und Diedelkopf sechs und zwischen Türkismühle und Oberkirchen Nord sieben Zugpaare. Vereinzelt verkehrten Züge lediglich zwischen Türkismühle und Freisen beziehungsweise Wolfersweiler. Nach Vollendung der Strecke fuhren zwischen Türkismühle und Kusel sechs Zugpaare; auf den Abschnitten Türkismühle–Freisen und Schwarzerden–Kusel gab es weitere Züge. Die Fahrt von Türkismühle nach Kusel dauerte rund 75 Minuten. Obwohl die Strecke in Kusel unmittelbar in die nach Landstuhl überging, wurde erst 1937 ein durchgehender Zug von Türkismühle zum Knotenbahnhof Altenglan eingesetzt. Neben direkten Zügen der Relation Türkismühle–Kusel gab es eine fahrplanmäßige Durchbindung der Personenzüge der 1938 vollendeten Ostertalbahn bis nach Kusel. In der Folgezeit wies der Abschnitt Kusel–Schwarzerden den meisten Personenverkehr auf; so verkehrten 1939 13 und 1944 10 Zugpaare. Nach dem Ende des Krieges halbierten sich die Zahlen. In dieser Zeit gab es 4 durchgängige Zugpaare von Türkismühle bis Kusel. Von Türkismühle aus blieben einige Züge auf den Abschnitt bis Schwarzerden beschränkt; die Hälfte der dortigen Züge verkehrte ausschließlich bis Freisen. Zwischen Schwarzerden und Kusel existierten 6 Zugpaare, die über die Ostertalbahn bis nach Ottweiler und teilweise bis nach Neunkirchen gelangten. Auf dem Streckenabschnitt Schwarzerden–Freisen waren die Züge rund 20 Minuten unterwegs. Es wird berichtet, dass es Reisende gab, die im Bahnhof Oberkirchen Nord zusteigen wollten, ihren Zug verpassten und ihn an der Station Füsselberg einholten.
1958 verkehrten zwei Zugpaare zwischen Kusel und Schwarzerden. Im selben Jahr gab es zudem eine sogenannte Eckverbindung von Schwarzerden über Kusel, Altenglan und Bad Münster bis Bad Kreuznach. Als der Personenverkehr 1964 eingestellt wurde, blieb lediglich ein Zugpaar übrig. Im Kursbuch von 1960 war der Streckenabschnitt Türkismühle–Freisen mit der Nummer 271c verzeichnet, der Abschnitt Schwarzerden–Kusel war zusammen mit der Ostertalbahn als 271e aufgeführt. Laut einigen Quellen existierten um 1960 Schnellzüge von Kaiserslautern bis Türkismühle und Trier, deren Existenz jedoch umstritten ist, zumal der Abschnitt Freisen–Schwarzerden damals bereits stillgelegt war.

### Güterverkehr

Fahrplan der Übergabezüge Kusel–Pfeffelbach 1965

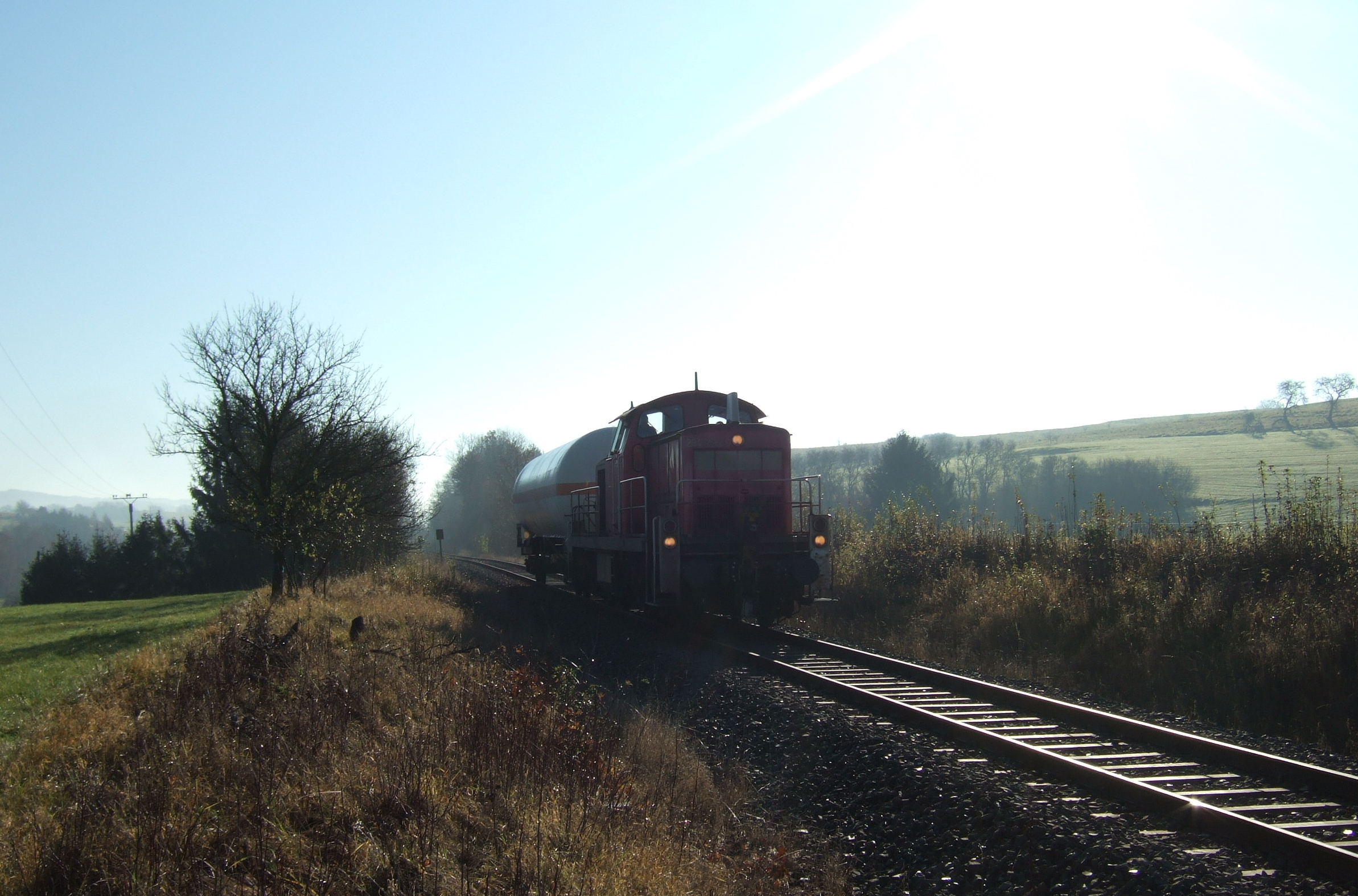
Eine „Wolfersweiler Übergabe“ auf dem Rückweg von Westfalen-Gas nach Neunkirchen (Saar) Gbf im November 2011 am Ortsausgang Wolfersweiler in Richtung Nohfelden.

Zwischen den Stationen Ruthweiler und Pfeffelbach hatten mehrere Steinbrüche wie beispielsweise die der Firma Decker & Söhne in Thallichtenberg Anschlussgleise. Zwischen Kusel und Schwarzerden bildeten sie die bedeutendsten Güterkunden und trugen vor allem in der Anfangszeit der Strecke dazu bei, die Auswirkungen der Weltwirtschaftskrise innerhalb der Region teilweise zu kompensieren.
Die Abtrennung des Saarlandes nach dem Zweiten Weltkrieg verhinderte, dass sich im Einzugsgebiet der Strecke nennenswerte Industrie niederließ. In der Nachkriegszeit fuhren aus Richtung Kusel mehrere Munitionszüge zu einem Depot der französischen Streitkräfte in der Nähe von Grügelborn. Nachdem der Streckenabschnitt Freisen–Schwarzerden im Jahr 1955 stillgelegt worden war, war der Abschnitt Schwarzerden–Grügelborn nur noch ein Anschlussgleis des Bahnhofs Schwarzerden, das noch bis 1967 bedient wurde. Bis Mitte der 1960er Jahre gab es Übergabefahrten vom Bahnhof Kusel aus, die Pfeffelbach und Thallichtenberg bedienten.
Das in Freisen ansässige Werk des Unternehmens Hörmann verfügte im dortigen Bahnhof über ein Anschlussgleis und wurde bis 2001 bedient. Verantwortlich für die Einstellung war das marktorientierte Angebot Cargo (MORA C). Die Übergabefahrten fanden zuletzt stets morgens statt. Seit 1995 zweigt in Wolfersweiler ein Anschlussgleis zu einem Flüssiggaslager ab, das rund anderthalb Jahrzehnte bedient wurde. Der Gleisanschluss wurde im Jahre 2012 gekündigt.

## Fahrzeugeinsatz
Verantwortlich für den Fahrzeugeinsatz waren die Bahnbetriebswerke Kaiserslautern und St. Wendel. In der Anfangszeit wurden Dampflokomotiven der preußischen Baureihen T 14 und T 14.1 eingesetzt. Zwischen Schwarzerden und Kusel wurde für die Bergarbeiterzüge nach Neunkirchen die Preußische T 18 und in den 1940er Jahren die DR-Baureihe 64 verwendet. Auch Dampflokomotiven der DR-Baureihe 50 kamen zum Einsatz. Die Güterzüge zwischen Pfeffelbach und Kusel hatten zuletzt Diesellokomotiven des Typs Köf II vorgespannt. Im Personenverkehr kamen auf den Abschnitten Türkismühle–Freisen und Schwarzerden–Kusel zuletzt Uerdinger Schienenbusse des Subtyps VT 95 zum Einsatz. Den Güterverkehr nach Wolfersweiler und Freisen hatten zuletzt Diesellokomotiven der Baureihe V 90 bzw. BR 294 übernommen.

## Betriebsstellen

### Türkismühle

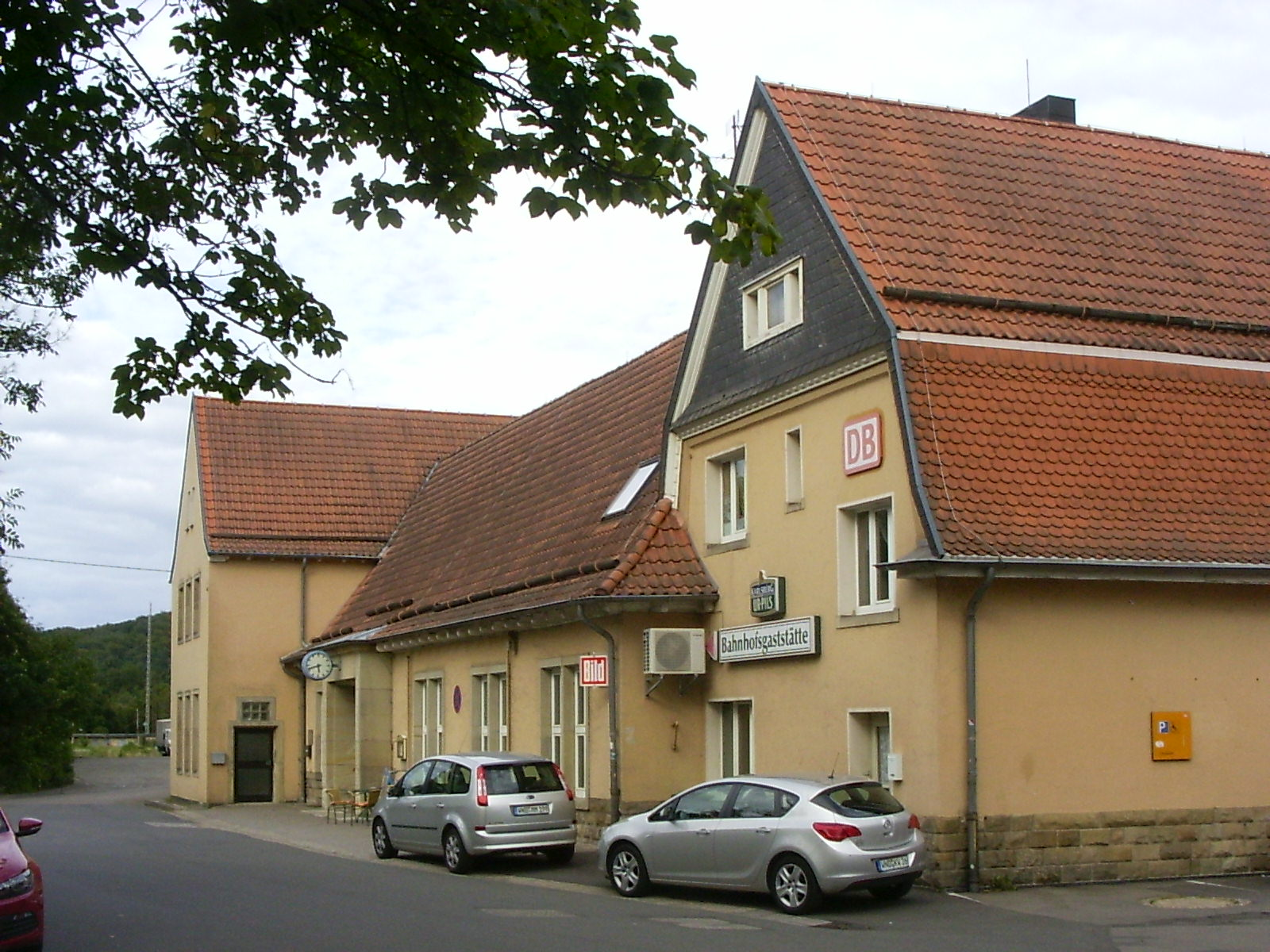
Bahnhof Türkismühle, Ausgangspunkt der Bahnstrecke

Der Bahnhof wurde bereits 1860 mit Eröffnung der Rhein-Nahe-Bahn zwischen Oberstein und Neunkirchen in Betrieb genommen. 1889 wurde er Endpunkt der von Trier ausgehenden Hochwaldbahn. Die Strecke nach Kusel war die letzte, die an den Bahnhof angeschlossen wurde.

### Nohfelden Süd
Die Station befand sich am südlichen Ortsrand von Nohfelden. Ihr Name rührte daher, dass Nohfelden bereits seit 1860 einen Bahnhof an der Nahestrecke hatte, der nach Eröffnung der Strecke nach Kusel in Nohfelden Nord umbenannt wurde. Der Bahnhof Nohfelden Süd besaß kein Empfangsgebäude.

### Wolfersweiler
Von Mai bis Oktober 1934 war Wolfersweiler Endbahnhof, ehe die Strecke zunächst bis Freisen verlängert wurde. Sein Empfangsgebäude ist abgerissen.

### Asweiler
Der Haltepunkt wurde im November 1934 mit Eröffnung der Teilstrecke Wolfersweiler–Freisen in Betrieb genommen. Sein früheres Empfangsgebäude wurde in ein Wohnhaus umgewandelt und umgebaut.

### Eitzweiler
Der Bahnhof befand sich am südlichen Ortsrand von Eitzweiler und wurde im November 1935 mit Eröffnung der Teilstrecke Wolfersweiler–Freisen in Betrieb genommen.

### Freisen
Der Bahnhof wurde im November 1934 mit Eröffnung der Teilstrecke Wolfersweiler–Freisen in Betrieb genommen und war bis zum Lückenschluss nach Kusel für die Dauer von zwei Jahren Endbahnhof. Freisen war stets der bedeutendste Bahnhof zwischen Türkismühle und Schwarzerden und entlang dieses Streckenabschnitts der einzige Kreuzungsbahnhof. Bis Mitte 2001 wurde er im Güterverkehr bedient. Kunde war unter anderem das Unternehmen Hörmann, das Tore und Türen herstellte. Zuletzt verfügte er über ein Umfahrgleis. Früher waren zwei Abstellgleise vorhanden, die bereits vor dem Ende des Güterverkehrs demontiert wurden. Das Empfangsgebäude blieb nach der Einstellung des Personenverkehrs von 1969 noch einige Jahrzehnte bestehen, ehe es Opfer einer Brandstiftung wurde.

### Freisen-Füsselberg
Die Haltestelle befand sich im Einzugsgebiet des benachbarten Füsselbergs. Das Empfangsgebäude wurde um 1970 abgerissen.

### Grügelborn
Der Bahnhof befand sich trotz seines Namens bereits auf der Gemarkung von Oberkirchen. Grügelborn selbst befand sich außerhalb der Sichtweite des Bahnhofs hinter einem Berg. So lag beispielsweise Reitscheid näher an der Station. Der Güterverkehr wurde – seit 1955 offiziell auf einem Anschlussgleis des Bahnhofs Schwarzerden – bis 1969 betrieben. Dann wurde das Empfangsgebäude abgerissen.

### Oberkirchen Nord
Der Haltepunkt befand sich unmittelbar nördlich der Talbrücke und war einst besetzt. Sein Name rührt daher, dass Oberkirchen entlang der Ostertalbahn mit Oberkirchen Süd einen weiteren Haltepunkt besaß.

### Schwarzerden

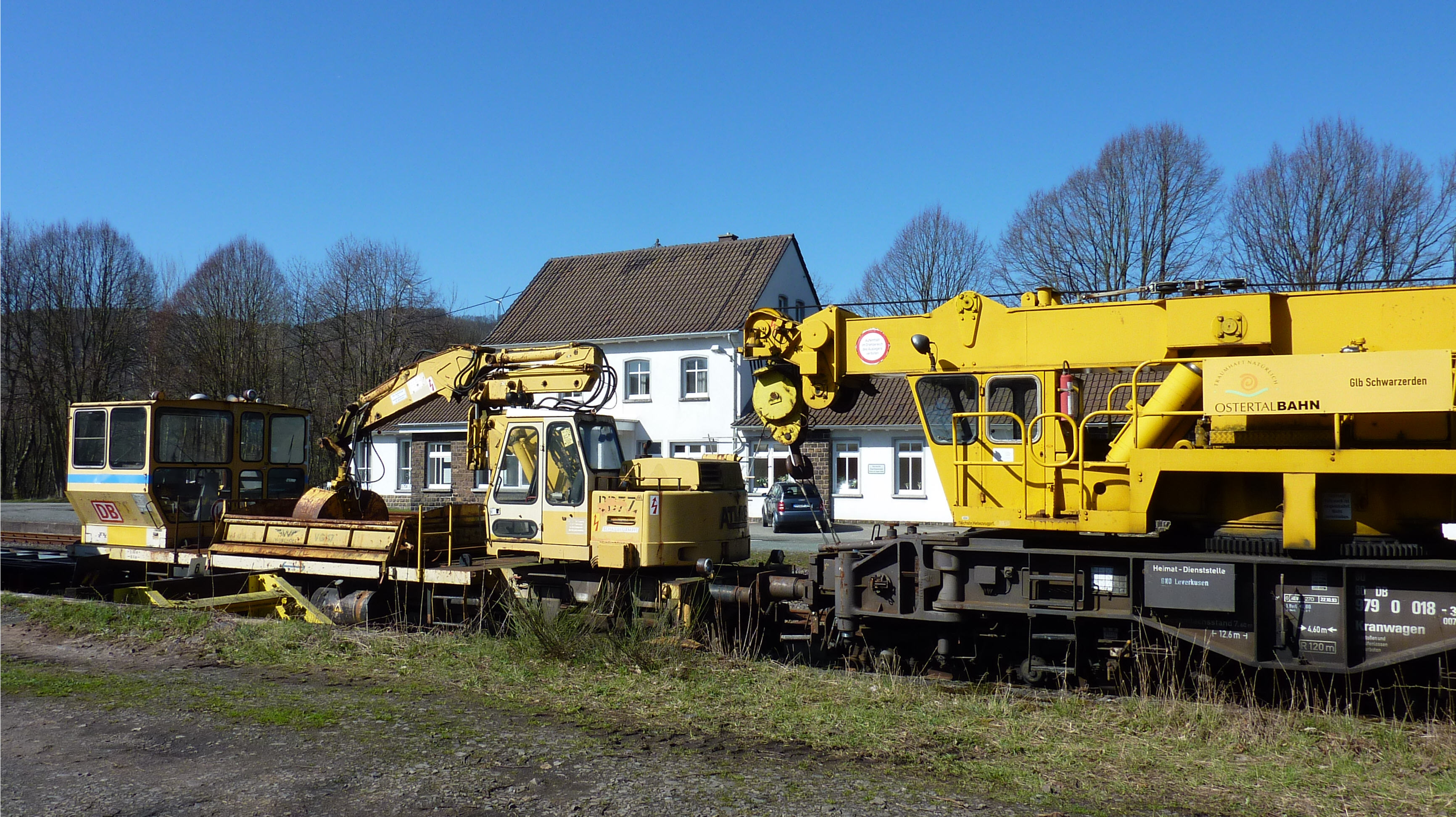
Bahnhof Schwarzerden, ab 1938 Eisenbahnknotenpunkt

Zwischen Freisen und Kusel war Schwarzerden der einzige Kreuzungsbahnhof. Bereits zwei Jahre nach seiner Eröffnung im Jahr 1936 wurde Schwarzerden mit der Fertigstellung der Ostertalbahn zum Trennungsbahnhof. Nachdem die aus Türkismühle kommende Strecke im Bereich Schwarzerden im Zeitraum von 1955 bis 1970 schrittweise stillgelegt worden war, war Schwarzerden Endbahnhof der Ostertalstrecke. Auf dieser wurde der Personenverkehr 1980 und der reguläre Güterverkehr Ende 2001 eingestellt. Seit 2001 verkehrt dort eine Museumseisenbahn. Von allen Bahnhöfen zwischen Wolfersweiler und Kusel ist er der einzige noch bestehende.

### Pfeffelbach
Der Bahnhof befand sich am östlichen Ortsrand von Pfeffelbach. Bedingt durch die Abtrennung des Saarlandes nach dem Zweiten Weltkrieg fungierte er von 1947 bis 1959 als Zollbahnhof. Bis 1964 wurde er im Personenverkehr bedient und danach noch zwei Jahre lang im Güterverkehr, zuletzt von Kusel aus. Die Bahnhofstraße erinnert an seine Existenz.

### Thallichtenberg
Der Bahnhof befand sich nur rund 300 Meter vom Niederberg-Tunnel entfernt am westlichen Ortsrand von Thallichtenberg. Er hieß in den ersten Betriebsjahren Thallichtenberg (Burg Lichtenberg), was auf die nahe gelegene Burg Lichtenberg hinwies. 1959 verlor der Bahnhof seine Abfertigungsbefugnisse im Expressgut- und Güterverkehr. Dagegen leistete die Gemeinde Widerstand. Sein Empfangsgebäude dient heute als Wohnhaus.

### Ruthweiler
Der Bahnhof befand sich unweit der Ortsmitte von Ruthweiler. Bereits 1959 wurde er geschlossen, wogegen es vor Ort Widerstand gab. Das Empfangsgebäude dient heute als Wohnhaus. Die Bahnhofstraße erinnert an ihn.

### Diedelkopf
Der Bahnhof befand sich in der Ortsmitte von Diedelkopf. Bereits im Mai 1936, ein halbes Jahr vor der durchgehenden Streckeneröffnung, war der von Osten kommende Streckenabschnitt bis zum Bahnhof fertig gestellt. Dadurch hatte er vorübergehend die Funktion eines Endbahnhofs. 1959 wurde die Bahnstation geschlossen.

### Kusel
Der Bahnhof wurde bereits 1868 mit Eröffnung der Bahnstrecke Landstuhl–Kusel in Betrieb genommen. In den ersten 68 Jahren seines Bestehens fungierte er als deren Endbahnhof. Mit dem Bau der Strecke nach Türkismühle mussten die Gleisanlagen grundlegend umgestaltet werden, da die aus Westen kommende Strecke stark abfiel und erst im östlichen Bahnhofsbereich das bisherige Niveau erreichte. Seit der Stilllegung des von Schwarzerden aus kommenden Streckenabschnitts ist Kusel wieder Endbahnhof der von Landstuhl aus kommenden Bahnlinie. Sein Empfangsgebäude wurde 2006 abgerissen.